# Canon EF 24-70 мм

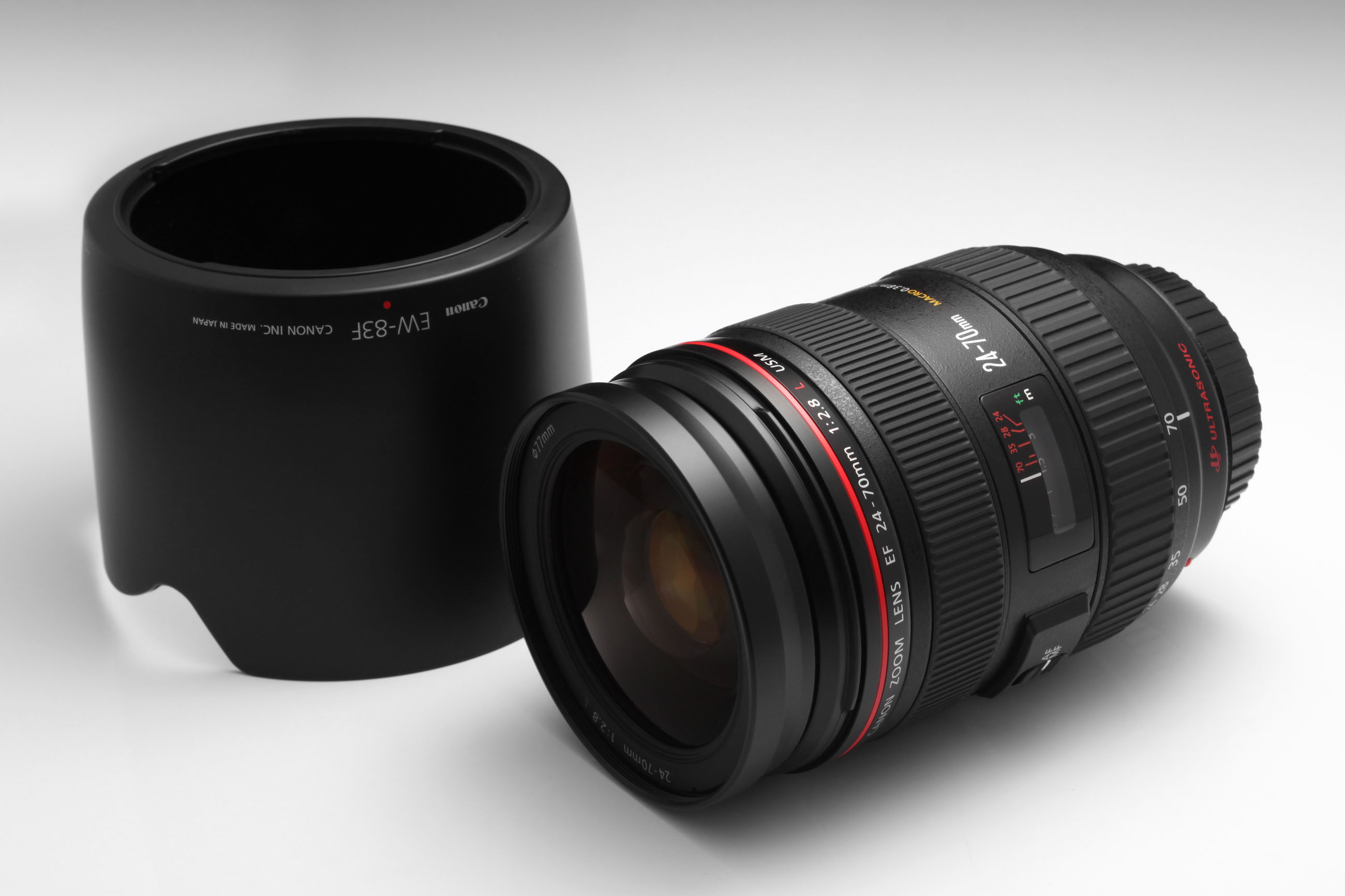
Объектив Canon EF 24-70 mm f/2.8 L USM и бленда EW-83F

Canon EF 24-70 mm f/2.8 L USM — объектив с переменным фокусным расстоянием (вариообъектив), выпущенный компанией Canon. Данный объектив относится к L-серии и имеет ультразвуковой привод автофокусировки (USM). Выпущен в ноябре 2002 года. На рынке заменил объектив Canon EF 28-70 mm f/2.8 L USM, созданный в 1993 году. В 2012 году выпущена вторая версия этого объектива — Canon EF 24-70 mm f/2.8 L USM II.

## Описание
Canon EF 24-70 mm f/2.8 L USM в основном используется опытными и профессиональными фотографами. Как и его предшественник, Canon EF 28-70 mm f/2.8 L USM, этот объектив обладает глубоким контрастом, цветопередачей и резкостью, присущими всем объективам L-серии. Объектив оснащён уплотнением для защиты от пыли и воды, однако водонепроницаемым полностью не является. Оптическая система включает в себя 8-лепестковую диафрагму, отверстие которой остаётся почти круглым при изменении относительного отверстия от 1:2,8 до 1:5,6, при этом улучшается размытие фона вне зоны фокуса. В оптической конструкции объектива EF 24-70 mm f/2.8 L USM используется линза UD (со сверхнизкой дисперсией), которая компенсирует хроматические аберрации, возникающие при съёмке с наименьшим фокусным расстоянием. Минимальная дистанция фокусировки — 0,38 м. В комплекте поставляется с блендой EW-83F и мягким чехлом.

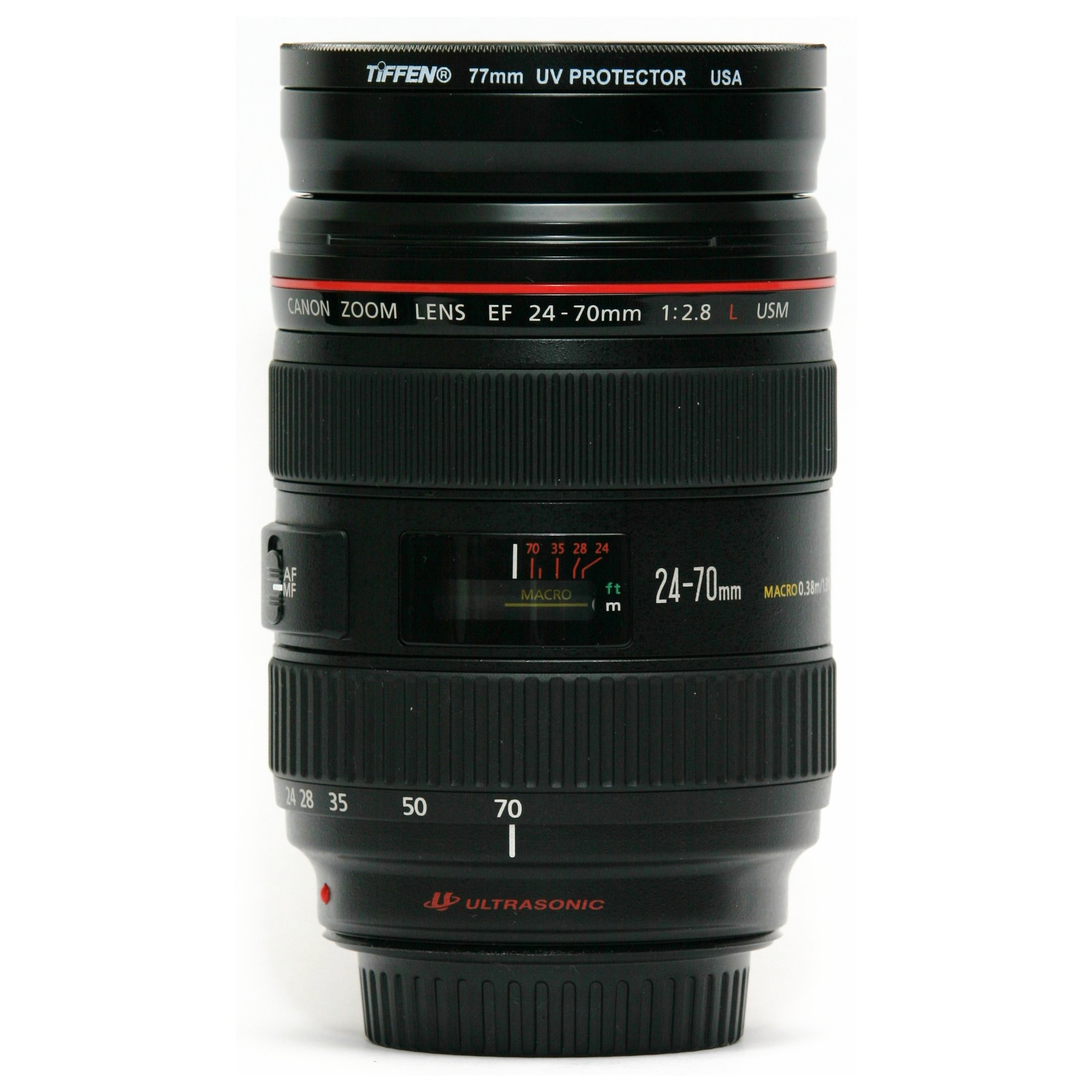
Фокусное расстояние 70 мм с УФ-фильтром

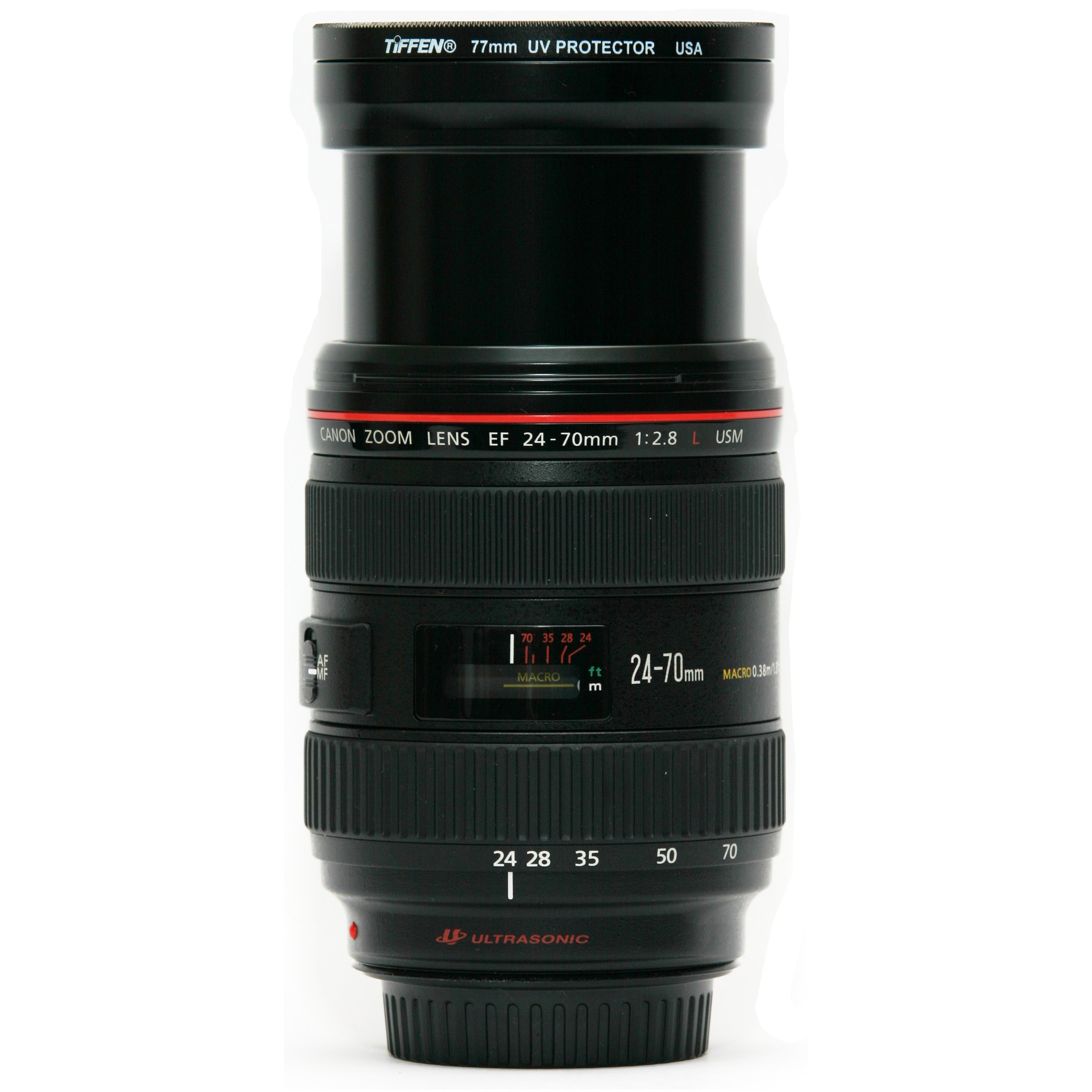
Фокусное расстояние 24 мм с УФ-фильтром

Одним из свойств Canon EF 24-70 mm f/2.8 L USM и Canon EF 28-70 mm f/2.8 L USM является то, что их оправа удлиняется при уменьшении фокусного расстояния. На максимальном фокусном расстоянии они имеют компактные размеры, в то время как у большинства других объективов можно наблюдать обратное. Так как бленда крепится на основание объектива, то это позволяет правильным образом изменять область перекрытия бленды в зависимости от фокусного расстояния.

## Canon EF 24-70 mm f/2.8 L USM II
В 2012 году на смену первому варианту объектива был выпущен Canon EF 24-70 mm f/2.8 L USM II. Новый объектив отличается от предыдущего более высоким оптическим качеством, большей резкостью (по некоторым данным, равной или превышающей резкость многих объективов с фиксированным фокусным расстоянием). Диафрагма 9-лепестковая вместо 8-лепестковой в старом варианте; «зум» не реверсивный (длина объектива увеличивается при увеличении фокусного расстояния, используется короткая бленда вместо глубокой). Вес нового объектива составляет 805 г, что на 145 г меньше, чем у предшественника, в конструкции больше пластиковых элементов. Резьба для фильтров диаметром 82 мм, пластиковая. Кроме того, в 2012 году был выпущен ещё один вариант зум-объектива с диапазоном фокусных расстояний 24-70 мм — EF 24-70mm f/4L IS USM.